# Société finlandaise Beniamino Gigli
La Société finlandaise Beniamino Gigli (finnois : Suomen Beniamino Gigli Seura) est une association fondée en 1985 en Finlande pour promouvoir l'œuvre du ténor Beniamino Gigli.
Elle s'engage dans des échanges culturels entre la Finlande et l'Italie en organisant des opportunités pour les chanteurs finlandais de chanter à Recanati, commune de naissance de Gligli, et, en conséquence, des opportunités pour les chanteurs italiens de chanter lors des concerts commémoratifs de Beniamino Gigli en Finlande.
La société entretient également des relations avec les amateurs d'art de Recanati et Beniamino Gigli dans le monde entier et s'efforce de soutenir les jeunes chanteurs d'opéra finlandais talentueux.

## Histoire
La société est fondée le 26 février 1985 par Torsten Brander (fi) et Pentti Rajaheimo.
En 1993, le conseil d'administration de la société décide de créer le prix Beniamino Gigli. Le prix de mérite est décerné à un artiste pour son travail réalisé sur l'œuvre de Beniamino Gigli. Il y a eu 27 récipiendaires du prix Beniamino Gigli entre 1990 et 2018.

## Publications

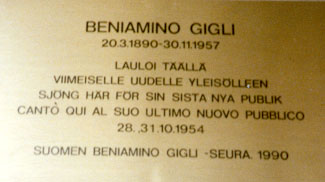
Plaque commémorative de la visite de Beniamino Gigli à Helsinki sur le mur de la salle de concours du gymnase de Töölö, 28-31 octobre 1954.

- Torsten Brander,  Beniamino Giglin juhlavuosi 1990, Suomen Beniamino Gigli -seura, 1991  (ISBN 952-90-3233-1).
- Torsten Brander,  Beniamino Gigli. Il tenore di Recanati, Helsinki : Suomen Beniamino Gigli -seura, 2001  (ISBN 952-91-3542-4).
- Torsten Brander,  Kaksi vuosikymmentä bel canton uranuurtajana. Seuran 20-vuotisjuhlakirja, Suomen Beniamino Gigli -seura, 2005  (ISBN 952-91-8178-7).
- Torsten Brander,  Suomen suurin tenori Peter Lindroos. Peter Lindroosin muistokirja, Suomen Beniamino Gigli -seura, 2011  (ISBN 978-952-92-9061-1).
- Torsten Brander,  Bel canton juhlaa, Suomen Beniamino Gigli-seura ry, 2015  (ISBN 978-952-93-4751-3).